# استنلی، تاسمانی
استنلی (به انگلیسی: Stanley) یک شهرک در استرالیا است که در Circular Head Council واقع شده‌است.